# Franz Lemmens
Franz Nikolaus Lemmens (* 14. Februar 1906 in Heinsberg-Kempen; † 9. Juni 1979 in Köln) war ein deutscher Notar und Politiker (CDU).

## Leben und Beruf
Franz Lemmens stammte aus einer kleinbäuerlichen Familie mit acht Kindern. Nach seinem Abitur war er zunächst als kaufmännischer Angestellter bei den Vereinigten Glanzstoff-Fabriken tätig. Parallel studierte er Betriebs-, Finanz- und Rechtswissenschaften in Köln und Bonn. 1936 wurde er mit der Arbeit Das Schuldanerkenntnis: eine Nachprüfung der Lehre unter besonderer Berücksichtigung der Lehre Krückmanns an der Universität zu Köln zum Dr. iur. promoviert.
1938 wurde er Schriftleiter der Fachzeitschrift Deutsche Notar-Zeitschrift. 1943 ließ er sich in Köln als Notar nieder, leistete Kriegsdienst an der Ostfront und geriet in Kriegsgefangenschaft. Nach Kriegsende war Lemmens ab 1948 Anwaltsassessor beim Kammergericht in Köln, später als Notar tätig.
Franz Lemmens war Bürgermeister der Stadt Köln und von 1961 bis 1968 Erster stellvertretender Oberbürgermeister von Theo Burauen (SPD). Er von 1952 bis 1975 Mitglied des Kölner Stadtrates und in Nachfolge von Leo Schwering von 1958 bis 1968 Vorsitzender der CDU-Fraktion im Kölner Stadtrat.
Er war nach Kriegsende Vorsitzender des Katholikenausschusses in Köln. 1954 wurde er von Kardinal-Großmeister Nicola Kardinal Canali zum Ritter des Ritterordens vom Heiligen Grab zu Jerusalem ernannt und am 8. Dezember 1954 im Kölner Dom durch Lorenz Jaeger, Großprior der deutschen Statthalterei, investiert. Von Joseph Kardinal Frings wurde er zum Vorsitzenden des Lokalkomitees zur Vorbereitung des 77. Deutscher Katholikentag 1956 in Köln ernannt. Für das Erzbistum Köln, später weitere Bistümer, war er Treuhänder beim Rheinischen Merkur.
Lemmens war seit 1936 mit Luise Schwartz verheiratet; aus der Ehe gehen zwei Töchter hervor. Er war Mitglied des Lions-Club Köln-Colonia.

## Auszeichnungen
- Ehrensenator der Universität zu Köln (1950)[5]